# 生駒里奈
生駒里奈（日语：／ Ikoma Rina */?，1995年12月29日—）是日本女藝人，為女子偶像團體乃木坂46前成員，秋田縣由利本莊市出身，所屬經紀公司為A.M.娛樂。2011年以乃木坂46一期生身分出道，2014年至2015年5月期間，兼任AKB48 Team B成員。2018年5月6日自乃木坂46畢業，以演員為活動重心。

## 經歷
小時候，就讀於秋田縣的舞蹈學校「Dance avenue studioS」，並開始學習爵士舞。就讀中學時，因為受到舞蹈學校的前輩的影響下，而加入吹奏樂部，當中負責鼓、木琴、顫音琴等打擊樂器。中學三年級時，在「全日本吹奏樂大賽」東北大會中獲得銀賞。
中學畢業後，升讀高中，不再像以前那樣積極參加社團活動，而是花更多的時間在家裡度過。注意到生駒的變化的父親很擔心，抱著鼓勵她轉換心情的想法，建議她參加乃木阪46一期生徵選。
2011年8月21日，通過最終審查正式成為乃木坂46的創團成員，徵選時唱的歌曲是是Piko的《櫻音》。合格後，在高中一年級的暑假時轉學到東京的高中。但因工作原因導致很難上學，在高中二年級時再轉學至通信制的高中。
2012年2月22日發行的乃木坂46出道單曲《窗簾圍繞》，由生駒擔任Center（中心成員）。此後乃木坂46發行的5張單曲，均由生駒單獨擔任Center。5月2日發行的乃木坂46第2張單曲《奔馳吧！Bicycle》中收錄了生駒的獨唱曲《水滴模樣》，這是乃木坂46單曲中首次收錄成員的獨唱曲。12月12日，開始在《日刊體育》撰寫名為「いこまびより」專欄。
2013年1月22日，成為家鄉秋田縣由利本莊市的故鄉應援大使。
2014年2月24日，於DiverCity東京舉辦的「AKB48集團大組閣祭」中，宣布以乃木坂46交換學生的名義兼任AKB48 Team B，另外SKE48 Team E的松井玲奈同樣以AKB48／SKE48交換學生的名義兼任乃木坂46。3月，從高中畢業。4月12日，首次於西武巨蛋舉行的AKB48握手會中作為Team B的成員登場，開始展開AKB48的兼任活動。6月7日，於味之素體育場舉辦的「AKB48第37張單曲選拔總選舉」中以40,089票獲得第14名，首次進入AKB48總選舉的選拔組。9月2日，與成員白石麻衣、秋元真夏、西野七瀨、櫻井玲香、松村沙友理、若月佑美前往台灣，為乃木坂46所代言的HTC Butterfly 2（B810x）進行首賣會的宣傳活動。9月17日，於「AKB48 Group 猜拳大會2014」中發表入選為AKB48第38張單曲選拔成員。12月31日，首次登上第65回NHK紅白歌合戰。而乃木坂46則於隔年首次登上了第66回NHK紅白歌合戰。
2015年3月26日，於埼玉超級競技場舉辦的「AKB48春季單獨演唱會～次期總現正修行中！～」演唱會上宣布新的組閣人事異動，解除在AKB48的交換留學。5月14日，於AKB48劇場舉行最終公演，結束AKB48的兼任身分，AKB48官網也於當日將生駒從隊伍名單中移除。5月10日，乃木坂46第12張單曲的選拔名單發表，相隔6作後再度獲選為乃木坂46單曲的Center。8月，於電影《屍體派對》中首次擔任主演。
2016年1月8日，參加在乃木神社舉行的乃木坂46成員成人式。1月11日，獲得「2016年度最受期待的新成人」。2月21日，成為ANNA SUI2016年春夏亞洲圈形象模特兒。2月24日，發行個人第一本寫真集《你的足跡》（君の足跡），以1.6萬的銷量取得Oricon公信榜書籍週榜寫真集部門第一位。
2018年1月31日，由乃木坂46營運方代為發布消息，宣布將在乃木坂46第20張單曲後畢業。3月11日，乃木坂46第20張單曲《同步巧合》選拔成員名單於東京電視台《乃木坂工事中》節目公布。生駒在該張單曲選拔名單發布前接受《日刊體育》專訪，表示沒有接受乃木坂46總製作人秋元康的提議擔任該單曲的Center，她在選拔成員中將站在第二排中央的位置。4月22日，於日本武道館舉行畢業演唱會。5月6日，參加於幕張展覽館舉辦《同步巧合》的全國握手會，正式從乃木坂46畢業。這天舉行的迷你演唱會吸引了3.5萬人到場參與，創下乃木坂46至今舉行的全國握手會中，最多粉絲參與的記錄。5月31日，生駒位於乃木坂46官方網站內的部落格正式關閉。5月14日，開設個人Instagram帳號。10月6日，開設個人官方網站，同時公佈所屬經紀公司與乃木坂46在籍時相同為乃木坂46合同會社，此也使生駒成為乃木坂46合同會社旗下第一位個別藝人。
2020年4月1日，宣布与经纪公司A.M.娱乐达成业务提携。7月22日，開設個人YouTube頻道。8月3日，开设官方粉丝俱乐部。
2021年1月，從乃木坂46合同會社移籍至A.M.娛樂。10月1日，成為「秋田工作應援大使」。
2022年1月4日，成為NHK秋田放送局開局90周年記念形象代言人。
2024年4月25日，宣布將於8月30日關閉個人官方網站和官方粉絲俱樂部。

## 人物
- 有一個弟弟[61]
- 喜歡少年漫画[61]，喜歡的作品是《火影忍者》、《ONE PIECE》與《SKET DANCE》等[61]，而最近（2012年5月）最喜愛的漫畫作品則是《青之驅魔師》及《妖狐×僕SS》[61]。
- 喜歡的食物是醃黃瓜[62]，喜歡的動物是狗。
- 由於在乃木坂46成員中較高的媒體曝光度，被認為是「乃木坂46之顏」[63][46]。
- 生駒的祖父生駒重孝曾任由利本莊市市議會議長[註 3]。

## 音樂作品
- 標註「★」符號表示該首歌曲有拍攝MV。

### 單曲
乃木坂46
|      | 發行日期       | 單曲名稱           | 參與歌曲名稱           | MV | 備註                       |
| ---- | -------------- | ------------------ | ---------------------- | -- | -------------------------- |
| 01st | 2012年02月22日 | 窗簾圍繞           | 窗簾圍繞               | ★  | 出道作品 Center            |
| 01st | 2012年02月22日 | 窗簾圍繞           | 可能想見你             | ★  | Center                     |
| 01st | 2012年02月22日 | 窗簾圍繞           | 不想失去               | ★  | 與生田繪梨花共同擔任Center |
| 01st | 2012年02月22日 | 窗簾圍繞           | 乘著白雲               |    | Center                     |
| 01st | 2012年02月22日 | 窗簾圍繞           | 乃木坂之詩             | ★  |                            |
| 02nd | 2012年05月02日 | 來吧Shampoo！      | 來吧Shampoo            | ★  | Center                     |
| 02nd | 2012年05月02日 | 來吧Shampoo！      | 心之靈藥               |    | Center                     |
| 02nd | 2012年05月02日 | 來吧Shampoo！      | 水滴模樣               | ★  | 獨唱曲                     |
| 02nd | 2012年05月02日 | 來吧Shampoo！      | HOUSE!                 |    | Center                     |
| 03rd | 2012年08月22日 | 奔馳吧！Bicycle    | 奔馳吧！Bicycle        | ★  | Center                     |
| 03rd | 2012年08月22日 | 奔馳吧！Bicycle    | 人為什麼奔跑？         | ★  | Center                     |
| 03rd | 2012年08月22日 | 奔馳吧！Bicycle    | 沉默的吉他             | ★  | Center                     |
| 04th | 2012年12月19日 | 制服模特兒         | 制服模特兒             | ★  | Center                     |
| 04th | 2012年12月19日 | 制服模特兒         | 指望遠鏡               | ★  | Center                     |
| 05th | 2013年03月13日 | 你就是希望         | 你就是希望             | ★  | Center                     |
| 05th | 2013年03月13日 | 你就是希望         | 乾脆一點               | ★  | 和星野南共同擔任Center     |
| 05th | 2013年03月13日 | 你就是希望         | 浪漫墨魚燒             |    | Center                     |
| 06th | 2013年07月03日 | Girls' Rule        | Girls' Rule            | ★  | 八福神                     |
| 06th | 2013年07月03日 | Girls' Rule        | 世界上最孤獨的Lover    | ★  |                            |
| 06th | 2013年07月03日 | Girls' Rule        | 人們的樂器             |    |                            |
| 07th | 2013年11月27日 | 髮夾               | 髮夾                   | ★  | 八福神+1                   |
| 07th | 2013年11月27日 | 髮夾               | 月亮的大小             | ★  |                            |
| 07th | 2013年11月27日 | 髮夾               | 如此的笨蛋・・・       | ★  |                            |
| 08th | 2014年04月02日 | 察覺時已是單戀     | 察覺時已是單戀         | ★  | 五福神                     |
| 08th | 2014年04月02日 | 察覺時已是單戀     | 浪漫的開始             | ★  |                            |
| 08th | 2014年04月02日 | 察覺時已是單戀     | 呼吸的方法             |    |                            |
| 08th | 2014年04月02日 | 察覺時已是單戀     | 謝謝                   |    |                            |
| 09th | 2014年07月09日 | 夏天的Free&Easy    | 夏天的Free&Easy        | ★  | 十福神                     |
| 09th | 2014年07月09日 | 夏天的Free&Easy    | 無能為力地待在你身邊   |    |                            |
| 09th | 2014年07月09日 | 夏天的Free&Easy    | 不說話的獅子           | ★  |                            |
| 10th | 2014年10月08日 | 第幾次的藍天？     | 第幾次的藍天？         | ★  | 十福神                     |
| 10th | 2014年10月08日 | 第幾次的藍天？     | 敲響倒下的鐘           | ★  |                            |
| 10th | 2014年10月08日 | 第幾次的藍天？     | Tender days            |    |                            |
| 11th | 2015年03月18日 | 生命如此美好       | 生命如此美好           | ★  | 十福神                     |
| 11th | 2015年03月18日 | 生命如此美好       | 事先預知的浪漫         | ★  |                            |
| 12th | 2015年07月22日 | 太陽敲敲門         | 太陽敲敲門             | ★  | Center                     |
| 12th | 2015年07月22日 | 太陽敲敲門         | 羽毛的記憶             | ★  | Center                     |
| 13th | 2015年10月28日 | 此刻，想說話的對象 | 此刻，想說話的對象     | ★  | 選拔                       |
| 13th | 2015年10月28日 | 此刻，想說話的對象 | POPIPAPAPA             | ★  |                            |
| 13th | 2015年10月28日 | 此刻，想說話的對象 | 忘卻悲傷的方法         | ★  |                            |
| 14th | 2016年03月23日 | 當春紫苑盛開時     | 當春紫苑盛開時         | ★  | 選拔                       |
| 14th | 2016年03月23日 | 當春紫苑盛開時     | 憂鬱與泡泡糖           |    |                            |
| 15th | 2016年07月27日 | 赤腳Summer         | 赤腳Summer             | ★  | 選拔                       |
| 15th | 2016年07月27日 | 赤腳Summer         | 專屬光芒               |    |                            |
| 16th | 2016年11月09日 | 再見的意義         | 再見的意義             | ★  | 選拔                       |
| 16th | 2016年11月09日 | 再見的意義         | 孤獨的藍天             |    |                            |
| 17th | 2017年03月22日 | 大影響家           | 大影響家               | ★  | 十二福神                   |
| 17th | 2017年03月22日 | 大影響家           | 坦率的故事             |    | 滿天星                     |
| 18th | 2017年08月09日 | 蜃景               | 蜃景                   | ★  |                            |
| 18th | 2017年08月09日 | 蜃景               | 女人無法獨自入眠       | ★  |                            |
| 18th | 2017年08月09日 | 蜃景               | 漫長夏日…              |    |                            |
| 18th | 2017年08月09日 | 蜃景               | 能盡情哭泣不是很好嗎？ |    |                            |
| 19th | 2017年10月11日 | 及時行事           | 及時行事               | ★  | 選拔                       |
| 19th | 2017年10月11日 | 及時行事           | 失眠症                 |    |                            |
| 20th | 2018年04月25日 | 同步巧合           | 同步巧合               | ★  | 十四福神                   |
| 20th | 2018年04月25日 | 同步巧合           | Against                | ★  | Center                     |

1. ↑  站位依據官方MV及演唱會正式呈現為參考依據
2. 1 2  收錄於單獨發行的MV合集《ALL MV COLLECTION～當時的少女們～》
3. ↑  根據單曲CD内附歌詞本，小分隊名稱

兼任AKB48時期
|      | 發行日期       | 單曲名稱     | 參與歌曲名稱 | 名義     | 收錄於 | MV | 備註                    |
| ---- | -------------- | ------------ | ------------ | -------- | ------ | -- | ----------------------- |
| 36th | 2014年05月21日 | 拉布拉多獵犬 | B花園        | Team B   | Type-B | ★  |                         |
| 37th | 2014年08月27日 | 心意告示牌   | 心意告示牌   |          | 全版本 | ★  | A面曲 首次進入AKB48選拔 |
| 38th | 2014年11月26日 | 希望無限     | 希望無限     |          | 全版本 | ★  | A面曲                   |
| 38th | 2014年11月26日 | 希望無限     | 寂寞俱樂部   | Team B   | Type-C | ★  |                         |
| 38th | 2014年11月26日 | 希望無限     | 風的螺旋     | 小嶋坂46 | Type-D | ★  |                         |
| 39th | 2015年03月04日 | Green Flash  | Green Flash  |          | 全版本 | ★  | A面曲                   |
| 40th | 2015年05月20日 | 我們不戰鬥   | 我們不戰鬥   |          | 全版本 | ★  | A面曲                   |

其他
| 發行日期                                    | 單曲名稱       | 參與歌曲名稱 | MV | 備註                        |
| ------------------------------------------- | -------------- | ------------ | -- | --------------------------- |
| 2012年07月25日                              | 大人彩色糖     | 不再綁雙馬尾 | ★  | 麻友坂46                    |
| 2020年6月17日（日本） 2020年6月24日（海外） | 世界中的鄰居啊 | —            | ★  | 下載限定歌曲 以畢業成員參與 |

### 專輯
乃木坂46
|      | 發行日期       | 專輯名稱       | 參與歌曲名稱 | 備註     |
| ---- | -------------- | -------------- | ------------ | -------- |
| 01st | 2015年01月07日 | 透明色         | 傾斜         | 小嶋坂46 |
| 01st | 2015年01月07日 | 透明色         | 我所在的地方 |          |
| 02nd | 2016年05月25日 | 屬於我們的位子 | 契機         |          |
| 02nd | 2016年05月25日 | 屬於我們的位子 | 太陽的誘惑   |          |
| 02nd | 2016年05月25日 | 屬於我們的位子 | 環狀六號線   |          |
| 03rd | 2017年05月24日 | 最初的夢想     | 跳傘         |          |
| 03rd | 2017年05月24日 | 最初的夢想     | 指定溫度     |          |
| 03rd | 2017年05月24日 | 最初的夢想     | 消失的滿月   |          |

兼任AKB48時期
|      | 發行日期       | 專輯名稱                     | 參與歌曲名稱                | 名義   | 收錄於 | 備註 |
| ---- | -------------- | ---------------------------- | --------------------------- | ------ | ------ | ---- |
| 06th | 2015年01月21日 | 這裡是羅德斯島、在這裡跳吧！ | 這裡是羅德斯島､在這裡跳吧！ |        | Type-A |      |
| 06th | 2015年01月21日 | 這裡是羅德斯島、在這裡跳吧！ | To go                       | Team B | Type-B |      |

### 劇場公演分組曲
| 公演名稱                         | 參與歌曲名稱 | 備註   |
| -------------------------------- | ------------ | ------ |
| Team B 6th Stage「睡衣兜風」公演 | 無望之淚     | [ 65 ] |

## 演出

### 電視劇
- 欺詐偶像（2012年1月14日－4月7日，東京電視台）：飾演 生駒里奈[66]
- BAD BOYS J（2013年6月23日，日本電視台）：演飾 木下愛莉[67]
- 初森BEMARS（2015年7月11日－9月26日，東京電視台）：飾演 奧斯卡[68]
- 花燃 第29話（2015年7月19日，NHK）：飾演 女侍者[69]
- 毛骨悚然撞鬼經驗 夏之特別編2016「多了一個人的電梯」（2016年8月20日，富士電視台）：飾演 上崎亞矢奈[70]
- OH MY JUMP！～少年JUMP救地球～（2018年1月13日－3月24日，東京電視台）：飾演 火村智子[71]
- 大叔的愛 第5集（2018年5月19日，朝日電視台）：飾演 室川檸檬[72]
- 群星復仇者（日语：星屑リベンジャーズ）（2018年7月23日－9月24日，AbemaTV／7月28日－9月25日，名古屋電視台）：飾演 間野明里[73][註 4]）：飾演 間野明里[73]
- 淨化萬事屋 第3、4集（2018年11月19日、26日，毎日放送 ／11月21日、28日，TBS電視台）：飾演 大野まくず[74]
- 淋濕偵探 水野羽衣 第3集（2019年7月18日，東京電視台）：飾演 水村しずる[75]
- 駐在刑事 Season2 第1集（2020年1月24日，東京電視台）：飾演 山城加奈[76]
- 警視廳・搜査一課長 Season5 第3集（2021年4月29日，朝日電視台）：飾演 神谷時子[77]
- 真凶標籤（2021年10月10日－2022年3月13日，日本電視台）：飾演 本木陽香[78]
- OTHELLO（2022年7月25日－10月10日，朝日放送電視台）：飾演 山口麻依／山口真理子（主演）[79]
- 愛上有機男（2023年4月14日－6月16日，Lemino／4月20日－6月22日，東海電視台）：飾演 江田真紀（主演）[80]
- 勝利的法廷式 第2集（2023年4月20日，日本電視台）：飾演 池上結衣[81]
- 好感度上昇藥（2023年5月8日－29日，東京電視台）：飾演 齊藤佳奈[82]
- 雛菊 警視廳強行犯・樋口顯（2023年6月26日，東京電視台）：飾演 太田廣子[83]
- 天賦異稟 Season1 第7集（2023年8月23日，東海電視台）：飾演 神崎若葉[84]
- SEXY田中小姐 第2集至最終集（2023年10月22日－12月24日，日本電視台）：飾演 景子[85]
- 王樣戰隊帝王者 第38集（2023年11月26日，朝日電視台）：飾演 Iko・Marina[86][87]
- 請品嚐一下我推吧～宣傳部女孩的悠閒日常～（2024年1月11日－3月14日，東京電視台）：飾演 飯野朝子[88]
- 社內處刑人～她要消除敵人～（2024年4月19日－6月21日，關西電視台）：飾演 浅見ほのか（主演）[註 5][89]

### 電視節目
- PIRAMEKINO640（日语：ピラメキーノ）（2013年5月15日－2015年9月30日，東京電視台）-單元的準班底成員[90]
- 特搜警察JUMPolice（日语：特捜警察ジャンポリス）（2014年4月4日－2019年3月30日，東京電視台）- 主持人[91]
- テレメンタリー2015（2015年5月4日，朝日電視台）- 解說[92]
- 指原議長的偶像國會（2016年12月22日，富士電視台）[註 6][93]
- 慕留人-火影忍者新世代-（2017年4月8日－2018年，東京電視台）- 再放送ミニコーナーナビゲーター[94]
- 陸海空 地球征服するなんて（2017年4月11日－2019年3月16日，朝日電視台）- 每週常規來賓[95]
- eGG（2018年7月20日－2020年3月20日，日本電視台）- 主持人[96]
- 第85回NHK全國學校音樂比賽 高中部（2018年10月6日，NHK教育頻道）- 主持人[97]
- Stretch Man（2018年10月11日－，NHK教育頻道）- 班底成員[98]
- （2019年4月9日－16日，テレビ東京）[99]
- 秋田電視台開局50周年記念節目
  - 旅人 生駒里奈 甘肅蘭州 知喰之旅（2019年9月29日，秋田電視台）- 秋田市制130周年記念事業[100][101]
  - 天女飛舞的敦煌 生駒里奈絲綢之路見聞錄（2019年10月12日，秋田電視台）[102][103]
- （2020年1月26日、2021年1月24日、2022年1月30日，東北放送）[104]
- えび☆ステ 特別篇（2020年4月3日，秋田放送）- 特約記者[105]
- ただ今、コント中。（2022年1月22日、11月26日，富士電視台）[106][107]
- ニュースこまちサンデー（2022年4月10日－，NHK秋田放送局）- 節目內的環節[108]

### 網路節目
- 週刊少年Jump 創刊50周年×LINE花絮「JumpQ」（2018年9月1日，LINE LIVE）- 主持人[109]
- 主演的椅子是我的椅子（2020年10月28日、11月4日、12月9日－23日，AbemaTV）- 來賓主持人[110]
- ウチコマ（2022年12月8日－2023年5月18日，DMM TV）[111]

### 電影
- BAD BOYS J 最後守護的事物（2013年11月9日上映，Showgate（日语：博報堂DYミュージック&ピクチャーズ））：飾演 木下愛莉[67][112]
- Pirameki童星戀愛物語 ～為了童星和家長們所憧憬的一切～（2015年2月21日上映，吉本創意經紀）：飾演 生駒里奈（本人）[113]
- 屍體派對（2015年8月1日上映，Twin Peaks／Canter）：飾演 中嶋直美（主演）[114]
- 屍體派對 暗影之書（2016年7月30日上映，Twin Peaks／Canter）：飾演 中嶋直美（主演）[115]
- 假面騎士令和The First Generation（2019年12月21日上映，東映）：飾演 菲妮絲[116]
- ROOOM（2021年8月6日上映，Aniplex）：飾演 矢口遙香（主演）[117]
- 追光（2021年10月1日上映，Zounoie）：飾演 奈良美晴[118][119]
- 忌怪島／Immersion（2023年6月16日上映，東映）：飾演 深澤未央[120]
- 室井慎次 不敗者（2024年10月11日上映，東寶）[121]
- 室井慎次 繼續生存者（2024年11月15日上映，東寶）[122]

### 電視動畫
- Go！Go！家電男子 第148話－第151話（2015年1月6日－16日，光TV）：聲演 2GB子[123]
- 小邪神飛踢 第6話（2018年8月14日，BS富士）：聲演 女學生A[124]

### 動畫電影
- 機動戰士GUNDAM 鐵血孤兒 獵殺兀爾德 -小小挑戰者的軌跡-（2025年10月31日上映，萬代南夢宮影像製作）：聲演 威斯塔利歐·阿法姆（主演）[125]

### 舞台劇
- 所有的狗都上天堂（2015年10月1日－12日，東京AiiA劇場）：飾演 Mary（メリィ）[126]
- 女子落語貳〜跳躍時空蕎麥麵〜（2016年5月12日－22日，東京AiiA劇場）：飾演 空琉美遊亭丸京[127][128]
- 連載40周年特別企劃「舞台劇 這裡是葛飾區龜有公園前派出所」（2016年9月9日－19日，東京：東京AiiA劇場／9月23日－25日，大阪：Sankei Hall Breeze）：飾演 咲[129]
- 薙刀社青春日記（2017年5月20日－30日，東京：EX THEATER ROPPONGI／6月2日－5日，大阪：森之宮Piloti Hall／6月9日一11日，名古屋：愛知縣藝術劇場）：飾演 野上繪里[130]
- 媽媽的火星探險記：飾演 Yuri（主演）[註 7]
  - 2017年（8月9日－13日，東京：天王洲 銀河劇場／19日－20日，大阪：Sankei Hall Breeze）[131]
  - 2020年（1月7日－20日，東京：日光劇場／2月1日－2日，愛知：岡崎市民會館／2月7日－11日，大阪：Sankei Hall Breeze／2月15日－16日，福岡：福岡市民会館）[132]
- 魔法老師〜小朋友老師修行中〜（2018年7月12日－16日，東京AiiA劇場）：飾演 涅吉·史普林菲爾德（主演）[133][134]
- 舞台版 晨曦公主：飾演 優娜（主演）[註 8]
  - 晨曦公主〜緋色的宿命篇〜（2018年11月15日－25日，EX THEATER ROPPONGI）[135][136]
  - 晨曦公主〜烽火的祈願篇〜（2019年11月16日－23日，EX THEATER ROPPONGI）[137]
- 少年社中20週年記念最後 第36回公演「杜蘭朵〜廢墟中沉睡的少年之夢〜」（2019年1月10日－20日，東京：日光劇場／1月24日－27日，大阪：梅田藝術劇場 話劇城／1月30日－31日，福岡：ももちパレス）：飾演 杜蘭朵（主演）[註 9][138]
- DisGOONie「PHANTOM WORDS」（2019年3月15日－24日，HULIC HALL TOKYO）：飾演 雛罌粟[139]
- 朗讀劇「我腦海中的橡皮擦 11th Letter」（2019年6月6日、12日，讀賣大手町會館）[140][141]
- 朗讀劇「月薪嬌妻」（2019年10月4日－5日，東京：HULIC HALL TOKYO／12月7日，愛知：名古屋市藝術創造中心）：飾演 森山實栗[142][143][144]
- 鏡之孤城（2020年8月28日－9月6日，東京：日光劇場／9月18日－20日，大阪：Sankei Hall Breeze）：飾演 安西心（主演）[145]
- 朗讀劇「秒速5公分」（2020年10月25日，HULIC HALL TOKYO）[146]
- DisGOONie「GHOST WRITER」（2021年1月22日－24日，大阪：COOL JAPAN PARK OSAK TT會館／1月29日－2月7日，東京：EX THEATER ROPPONGI）[147]
- 變色龍之唇（2021年4月2日－4日，東京：1010劇場／4月11日，福島：南相馬市民文化會館／4月14日－26日，東京：創新劇院／5月6日，愛知：名古屋市民會館）：飾演 埃倫迪拉／多娜[148][149][註 10]
- 水谷千重子 50周年紀念公演
  - 「ドタバタ笑歌劇 神社にラブソングを」（2021年6月4日－13日，東京：明治座／6月25日－7月4日，福岡：博多座）[151]
  - 「大江戸混戦物語 ニンジャーゾーン」（2023年6月4日－18日，東京：明治座／7月27日－8月6日，福岡：博多座）[152][153]
- -4D-imetor（2021年8月5日－15日[154][155]，東京：紀伊國屋會館／8月28日－29日[155]，大阪：COOL JAPAN PARK OSAKA TT會館）：飾演 諾亞（主演）[註 11][156][157][註 12]
- SOLO Performance ENGEKI「我與瑪麗維爾的7322個愛」（2021年10月6日－17日，CBGK Shibugeki）[159]
- 仲夏夜之夢（2022年9月9日[160]－28日，日生劇場）：飾演 赫米婭[161][註 13]
- 風都探偵 The STAGE（2022年12月29日－2023年1月15日，東京：日光劇場／1月19日－25日，大阪：梅田藝術術劇場 Main Hall）：飾演 鳴海亞樹子[163]
- 少年社中 25周年紀念第二彈 第41回公演【光画楼喜譚】（2023年9月7日－18日，中野The Pocket）[164]
- あきた朗読おとぎ芝居（2024年4月12日－14日，由利本莊市文化交流館 Kadare）[165]
- 朗讀劇「ROOM」（2024年5月16日，全勞濟會館（日语：スペース・ゼロ））[166]
- 朗讀劇「西方魔女之死」（2024年6月25日－27日，東京：草月Hall／6月29日，秋田：由利本莊市文化交流館 Kadare）：飾演 まい[167]
- OKAMI企画×生駒里奈 秋田で育てる演劇プロジェクト「辰子姫 弐」（2024年8月3日－4日，東京：劇場MOMO／8月9日－10日，秋田：coffee&gallery zawazawa／8月11日，秋田：仙北市民會館表演廳）[168]
- 朗讀劇「為了觸摸青野同學，所以我想死」presented by eeo Stage（2024年9月11日－16日，CBGKシブゲキ!!）：飾演 刈谷優里（主演）[169]
- 梅棒 19th GIFT「クリス、いってきマス!!!」（2024年12月1日－15日，東京：日光劇場／12月20日－22日，大阪：COOL JAPAN PARK OSAKA TT會館／12月26日－27日，愛知：愛知縣產業勞動中心）[170]
- 朗讀劇「モノクロの空に虹を架けよう」（2025年2月28日，新宿top劇場）[171]

### 電台節目
- 熱播室（2017年4月6日－2018年6月28日，毎日放送）- 每周三固定出演[172]

### 音樂錄影帶
- Novelbright「愛結び」（2021年，UNIVERSAL SIGMA）[173]

### 電視廣告
- Softbank Mobile白戶家系列 - 小狗GIGA聲音[174]
  - GIGA學生優惠百戶家「GIGA故事1（小彩拾到小狗）」篇（2016年1月15日－）[175]
  - GIGA學生優惠 百戶家「GIGA故事2（GIGA與學生）」篇（2016年1月28日－）[176]
  - GIGA學生優惠「白戸家 GIGA故事3（面試）」篇（2016年2月12日－）[177]
  - GIGA學生優惠 白戶家「GIGA故事3（偶像結成）」篇（2016年2月19日－）[178]
  - GIGA學生優惠 白戶家「GIGA丼」篇（2016年2月19日－）[179]
  - GIGA學生優惠 白戶家「GIGA故事4（演唱會）」篇（2016年2月26日－）[180]
  - GIGA學生優惠 白戶家「光測驗」篇（2016年3月25日－）[181]
  - GIGA學生優惠 白戶家「光繞口令」篇（2016年3月31日－）[182]
  - GIGA學生優惠 白戶家「GIGA手機帶」篇（30秒）（2016年4月15日－）[183]
  - GIGA學生優惠 白戶家「相撲手琴獎GIGA」篇（2016年5月5日－）[184]
  - GIGA學生優惠 白戶家「一碗米飯」篇（2016年6月30日－）[184]
  - 白戶家「朋友來了（玄關）」篇（2016年9月9日－）[185]
  - 白戶家「朋友來了（リビング）」篇（2016年9月22日－）[186]
  - 白戶家「GIGA變身」篇（2016年10月8日－）[187]
  - 白戶家「大容量」篇（2016年11月5日－）[188]
- TOWNWORK「コーヒーショップ編」（2017年2月20日－，瑞可利）：飾演 咖啡店員（與松本人志共演）[189]
- 治山商事 東北祭（青森篇、秋田篇、宮城篇）（2017年10月14日－）[190][191]

### 平面代言
- 由利本莊市 故鄉應援大使（2013年1月22日－）[192]
- 2016春夏亞洲圈形象模特兒（2016年2月23日－7月22日，ANNA SUI）[193]
- 日本證券業協會「100年大學 金錢學園」学生代表（2018年8月－）[194]
- 警視廳「震災時交通規制」宣傳[195]
- 厚生勞動省 地域若者サポートステーション 支援網路影片（2021年12月－）[196]
- （2022年5月－）- 形象代言人[197]

### 遊戲
- 機動戰士鋼彈 鐵血孤兒 獵殺兀爾德（2022年7月11日）：聲演 威斯特利歐・亞法姆[198]
- 機動戰士鋼彈 鐵血孤兒 G（2022年）：聲演 威斯特利歐・亞法姆（主演）[199][200]

### 活動
- GirlsAward
  - GirlsAward 2013 AUTUMN／WINTER（2013年9月28日，國立代代木競技場第一體育館）[201]
  - Rakuten GirlsAward 2022 AUTUMN／WINTER（2022年10月8日，幕張展覽館）[202]
  - Rakuten GirlsAward 2023 SPRING／SUMMER（2023年5月5日，國立代代木競技場第一體育館）[203]
  - Rakuten GirlsAward 2023 AUTUMN／WINTER（2023年9月30日，幕張展覽館）[204]
- 東京女孩展演
  - 第22回 Tokyo Girls Collection 2016 SPRING／SUMMER（2016年3月19日，國立代代木競技場第一體育館）[205]
  - 第37回 Mynavi Tokyo Girls Collection 2023 AUTUMN／WINTER（2023年9月2日，埼玉超級競技場）[206]

## 書籍

### 著作
- （2018年4月28日，日經BP（日语：日経BP））[207][208]

### 寫真集
- 季刊 乃木坂 vol.4 彩冬（2014年12月26日、東京新聞通信社）[209]
- 你的足跡（君の足跡；2016年2月24日，幻冬舍）[210][211]

### 雜誌、新聞連載
- 日刊體育 東北6縣版（2012年12月12日－，日刊體育新聞） - [212]
- 日經娛樂！（日經BP（日语：日経BP））
  - 乃木坂46 生駒里奈的AKB48交換留學日記（2014年7月4日－2015年6月4日）[213]
  - 乃木坂46 （2015年8月4日－2018年3月4日）[214]
- 圖書委員界（2021年12月21日－2022年2月21日，《月刊Comic Bunch》2022年2月號－2022年4月號）- 漫畫原作[註 14]

### 日曆
- 卓上 生駒里奈 日曆 2015年（2014年12月13日，Hagoromo）[216]

## 外部連結
- 生駒里奈官方網站（日語）
- A.M.娛樂個人介紹頁 （页面存档备份，存于）（日語）
- 乃木坂46合同會社個人介紹頁（日語）
- 生駒里奈的Instagram帳戶（日語）
- 生駒里奈的X（前Twitter）（日語）
- YouTube上的生駒里奈 'IKOMACHANNEL'頻道（日語）

乃木坂46時期
- 乃木坂46 生駒里奈 個人簡介（日語）（2011年8月21日－2018年5月31日）
- 乃木坂46 生駒里奈 官方部落格（日語）（2011年11月11日－2018年5月31日）
- 生駒里奈 官方755（日語）
- 生駒里奈的SHOWROOM專頁（日語）